# René Pavard
Pour les articles homonymes, voir Pavard.
René Pavard, né le 3 octobre 1934 à Épinay-sur-Orge Essonne et mort le 16 juin 2012 au Vaudoué (Seine-et-Marne),, est un coureur cycliste français.

## Palmarès

### Palmarès amateur
- 1955
  - 3e de Paris-Bléneau
  - 3e de Paris-Pacy
  - 3e de Paris-Briare
- 1956
  -  Champion de France des sociétés
  - Paris-Pacy
  - 2e de la Course des chats
- 1957
  -  Champion de France des sociétés
  - Paris-Mantes
  - 2e de Paris-Conches

### Palmarès professionnel
- 1959
  - Polymultipliée
  - 2e du Circuit d'Aquitaine
  - 2e du Grand Prix d'Espéraza
  - 3e du Tour du Sud-Est
- 1960
  - 3e étape du Tour de l'Ariège
  - 2e de Berne-Genève
  - 3e des Boucles de la Seine
  - 8e du Critérium du Dauphiné libéré
- 1961
  - Tour de Haute-Loire

## Résultats sur les grands tours

### Tour de France
2 participations
- 1959 : abandon (13e étape)
- 1960 : 19e

### Tour d'Italie
1 participation
- 1959 : 37e

### Tour d'Espagne
1 participation
- 1958 : 32e